# パトリシア・ポラッコ
パトリシア・ポラッコ（Patricia Polacco, 1944年7月11日-）はアメリカ合衆国の絵本作家である。主に民話を題材にした多くの絵本作品を発表している。また、自らの経験から、年配者と子供達の交流を重視している。

## 来歴
ポラッコはウクライナから移住したユダヤ系ロシア人の家系の母親と、アイルランド系の父親の間にミシガン州のランシングで生まれた。父母からそれぞれ2つの異なる文化を受け継いだことは、ポラッコに大きな影響を与えた。ポラッコは幼年期をミシガン州のユニオンシティにある母方の祖母の農場で過ごした。祖母の農場はかつて奴隷解放の為の秘密結社「地下鉄道」の施設として使われており、エイブラハム・リンカーン大統領も訪れたことがある歴史のある場所であった。またポラッコの家族の墓石は過去に農場に落下した隕石で、後に彼女の絵本の題材にもなっている。ポラッコが農場で祖父母から聞かされた話の数々は、後の彼女の作品の重要な源泉となった。祖母はポラッコが5歳の時に亡くなっているが、彼女がポラッコに及ぼした影響は大きく、ポラッコの作品の幾つかにも「バーブシュカ（おばあちゃん）」として登場する。
祖母の死後、ポラッコは家族と共にフロリダ州のコーラルゲーブルスに移住し、その後カリフォルニア州のオークランドに移った。ポラッコの両親は既に彼女が3歳の時に離婚していたため、ポラッコは学校のある時はオークランドの母親や祖父と暮らし、夏休みの間はミシガンで父親と彼の両親と共に暮らした。幼少期を父方・母方双方の祖父母と共に過ごしたことは、ポラッコにとって非常に貴重な体験となった。
一方、学校での境遇はポラッコにとって困難なものであった。ポラッコは失読症のために、14歳になるまで文章を読むことができなかった。文章が読めないことで苛めに遭ったポラッコは長い間自分の障害を隠していた。しかし、中学校で教員の一人が彼女の障害に気付きポラッコを援助したため、彼女は次第に文章を読むことができるようになった。その経緯はポラッコの著作『フォーカー先生ありがとう』（Thank you, Mr. Falker）に綴られている。失読症を克服し始めたポラッコは、その後複数の専門学校や大学で学び、美術の修士号と美術史の博士号を取得した。
その後結婚して二児を儲けたポラッコは、41歳の時に自らの子供達の為に絵本を描き始めた。ポラッコの絵本の多くは祖父母から聞かされた民話を題材にしており、やがて全国で出版され高い評価を得るようになった。現在ポラッコはユニオン・シティに住み、書き方教室やお話し会等のために自宅を開放している。
祖父母が聞かせてくれた物語の他に失読症の影響もあり、ポラッコは早い時期から絵本や美術を好んだ。例えばポラッコは英国のビアトリクス・ポターやエミグレ挿絵家のフョードル・ロヤンコフスキーの作品を特に好んで読んでいた。またノーマン・ロックウェルやジャン・ブレット、レイフ・マーティン、トミー・デパオラ、ジェリー・ピンクニーといった比較的新しい時代の画家の作品も愛好した。さらに美術史の研究の際は宗教イコンを題材にし、初期には美術館でイコンの修復を行っていた。これらは皆ポラッコの作品に少なからず影響を及ぼしている。

## 日本語訳された作品
- 『チキン・サンデー』、福本友美子訳、アスラン書房、1997年3月
- 『かみなりケーキ』あかねせかいの本、小島希里訳、あかね書房、1993年7月
- 『彼の手は語りつぐ』、千葉茂樹訳、あすなろ書房、2001年5月
- 『ありがとう、フォルカーせんせい』海外秀作絵本、香咲弥須子訳、岩崎書店、2001年12月
- 『ありがとう、チュウ先生 - わたしが絵かきになったわけ』、さくまゆみこ訳、岩崎書店、2013年6月
- 『がらくた学級の奇跡』わくわく世界の絵本、入江真佐子訳、小峰書店、2016年6月
- 『ふたりママの家で』中川亜紀子訳、サウザンブックス社、2018年10月